# Seznam slovenskih pisateljev in pesnikov v Italiji
Seznam slovenskih pisateljev in pesnikov v Italiji.

## A
- Ivan Artač
- Majda Artač Sturman

## B
- David Bandelj
- Vladimir Bartol
- Vinko Beličič
- France Bevk
- Lojzka Bratuž
- Andrej Budal
- Peter Butkovič

## Č
- Marij Čuk

## D
- Rafko Dolhar

## G
- Igo Gruden
- Matej Gruden

## J
- Dušan Jelinčič
- Franc Jeza

## K
- Srečko Kosovel
- Marija Kostnapfel
- Miroslav Košuta
- Nada Kraigher
- Marko Kravos
- Julius Kugy

## M
- Saša Martelanc
- Marija Mijot

## N
- Marica Nadlišek Bartol

## P
- Boris Pahor
- Boris Pangerc
- Bruna Marija Pertot
- Zora Piščanc
- Aleksij Pregarc
- Vilma Purič

## R
- Alojz Rebula
- Alenka Rebula
- Alojzij Remec
- Alojzij Res
- Ivan Rob
- Aldo Rupel

## S
- Smiljan Samec
- Marko Sosič

## Š
- Igor Škamperle
- Silvester Škerl
- Ljubka Šorli

## T
- Zora Tavčar
- Vladimir Truhlar
- Andreina Trusgnach

## U
- Evelina Umek

## V
- Stanko Vuk

## Ž
- Irena Žerjal